# Ferenczy Béla (sorhajóhadnagy)
Ferenczy Béla (Erdőbénye, 1857. február 21. – Sátoraljaújhely, 1918. április 19.) császári és királyi sorhajóhadnagy, altábornagy, katonai szakíró. 

## Életútja
Kisbirtokos család sajra. Két gimnáziumi osztályt Iglón és Budapesten, két reálosztályt Kassán végzett. Az 1870-71. tanévben a fiumei haditengerészeti akadémiába lépett, ahonnan 1875-ben mint másodosztályú tengerész-hadapród osztatott be a haditengerészeti szolgálatba. Ekkor több utazást tett Észak- és Dél-Amerikába és Dél-Afrikába. A tiszti vizsgálat után főhadnagy lett. Azután tett utazást tett egy torpedónaszádon 1885-ben Polából Budapestre és a Duna hadikorvetten Észak-Amerikába és Észak-Európa tengeri városaiba. 1886-ban sorhajóhadnaggyá léptették elő; mint ilyen 1891-ben a Mars, 1892-ben a Kőrös dunai monitoroknak és 1890-ben a budapesti haditengerészeti különítménynek is parancsnoka volt. Az 1891-93. években a magyar országos, közös ügyek tárgyalására kiküldött bizottságokban, mint a közös kormánynak haditengerészeti képviselője vett részt és összeállította magyarul a szakmájába vágó előterjesztéseket. A budapesti haditengerészeti különítményhez volt beosztva.
Utazásai közben írt terjedelmes leveleiből tudtán kívül kivonatokat közöltek a lapok, így a Miskolcz (1880-82. A tengerészetről, a tengeri életnek ismertetése, Tengeri akna és torpedo), a Borsodmegyei Lapok (1885-1886. Levelek a tengerentúlról, Kopenhága), a Budapesti Hirlap (1886-1890. Vitorlázás Amerikából Európába, 1888-89. Tanger sat.), a Pesti Hirlap (1891. nov. 13. Hadi tengerészetünkről, budget czikk, 1893. Hajók párbaja), a Magyar Ujság (1892. Uj afrikai expeditio), a Fremdenblatt (1893. Budget der Kriegsmarine), az Armee- und Marine-Zeitung (1893. Zwei neue Schiffe unserer Flotte).
A Pallas Nagy Lexikonába a tengerészeti cikkeket írta. 